# العلاقات البيروية الكوبية
العلاقات البيروفية الكوبية هي العلاقات الثنائية التي تجمع بين بيرو وكوبا.

## مقارنة بين البلدين
هذه مقارنة عامة ومرجعية للدولتين:
| وجه المقارنة                                              | بيرو                                   | كوبا                              |
| --------------------------------------------------------- | -------------------------------------- | --------------------------------- |
| المساحة (كم2)                                             | 1.29 مليون                             | 109.88 ألف                        |
| عدد السكان (نسمة)                                         | 32.16 مليون                            | 11.48 مليون                       |
| الكثافة السكانية (ن./كم²)                                 | 24.93                                  | 104.48                            |
| العاصمة                                                   | ليما                                   | هافانا                            |
| اللغة الرسمية                                             | اللغة الإسبانية، اللغة الأيمرية، كتشوا | اللغة الإسبانية                   |
| العملة                                                    | سول بيروفي جديد                        | بيزو كوبي، بيزو كوبي قابل للتحويل |
| الناتج المحلي الإجمالي (بليون دولار)                      | 211.39 مليار                           | 87.13 مليار                       |
| الناتج المحلي الإجمالي (تعادل القوة الشرائية) بليون دولار | 393.13 مليار                           |                                   |
| الناتج المحلي الإجمالي الاسمي للفرد دولار أمريكي          | 6.03 ألف                               |                                   |
| الناتج المحلي الإجمالي للفرد دولار أمريكي                 | 11.99 ألف                              |                                   |
| مؤشر التنمية البشرية                                      | 0.740                                  | 0.769                             |
| رمز المكالمات الدولي                                      | +51                                    | +53                               |
| رمز الإنترنت                                              | .pe                                    | .cu                               |
| المنطقة الزمنية                                           | توقيت بيرو، 00                         | 00                                |

## مدن متوأمة
في ما يلي قائمة باتفاقيات التوأمة بين مدن بيروفية وكوبية:
- ترتبط كوسكو مع هافانا باتفاقية توأمة منذ 21 أكتوبر 1989.[15][15][15][15]
- ترتبط سولانا، بيرو مع هافانا باتفاقية توأمة.

## منظمات دولية مشتركة
يشترك البلدان في عضوية مجموعة من المنظمات الدولية، منها:
| علم المنظمة | اسم المنظمة                                                          | تاريخ انضمام بيرو | تاريخ انضمام كوبا |
| ----------- | -------------------------------------------------------------------- | ----------------- | ----------------- |
|             | يونسكو                                                               | 21 نوفمبر 1946    | 29 أغسطس 1947     |
|             | منظمة حظر الأسلحة الكيميائية                                         | ?                 | ?                 |
|             | منظمة التجارة العالمية                                               | ?                 | ?                 |
|             | وكالة حظر الأسلحة النووية في أمريكا اللاتينية ومنطقة البحر الكاريبي ‏ | ?                 | ?                 |
|             | الاتحاد البريدي العالمي                                              | ?                 | ?                 |
|             | منظمة الشرطة الجنائية الدولية                                        | ?                 | ?                 |
|             | الأمم المتحدة                                                        | 31 أكتوبر 1945    | 24 أكتوبر 1945    |
|             | الاتحاد الدولي للاتصالات                                             | 12 يوليو 1915     | 16 يناير 1918     |
|             | المنظمة الهيدروغرافية الدولية                                        | ?                 | ?                 |

## وصلات خارجية
- موقع وزارة الخارجية البيروفية
- موقع وزارة الخارجية الكوبية